# Nadziejów (Otmuchów)
Nadziejów  (deutsch Naasdorf) ist ein Dorf der Stadt- und Landgemeinde Otmuchów im Powiat Nyski in der Woiwodschaft Opole in Polen.

## Geographie

### Geographische Lage
Das Angerdorf Nadziejów liegt im Südwesten der historischen Region Oberschlesien. Der Ort liegt etwa 15 Kilometer südöstlich des Gemeindesitzes Otmuchów, etwa 14 Kilometer südwestlich der Kreisstadt Nysa und etwa 70 Kilometer südwestlich der Woiwodschaftshauptstadt Opole.
Nadziejów liegt in der Przedgórze Sudeckie (Sudetenvorgebirge) innerhalb der Przedgórze Paczkowskie (Patschkauer Vorgebirge). Der Ort ist umgeben von mehreren Waldgebieten.

### Ortsteil
Ortsteil von Nadziejów ist Kamienna Góra (Steinberg).

### Nachbarorte
Nachbarorte von Nadziejów sind im Süden Kijów (Kaindorf) sowie im Norden Koperniki (Köppernig).

## Geschichte

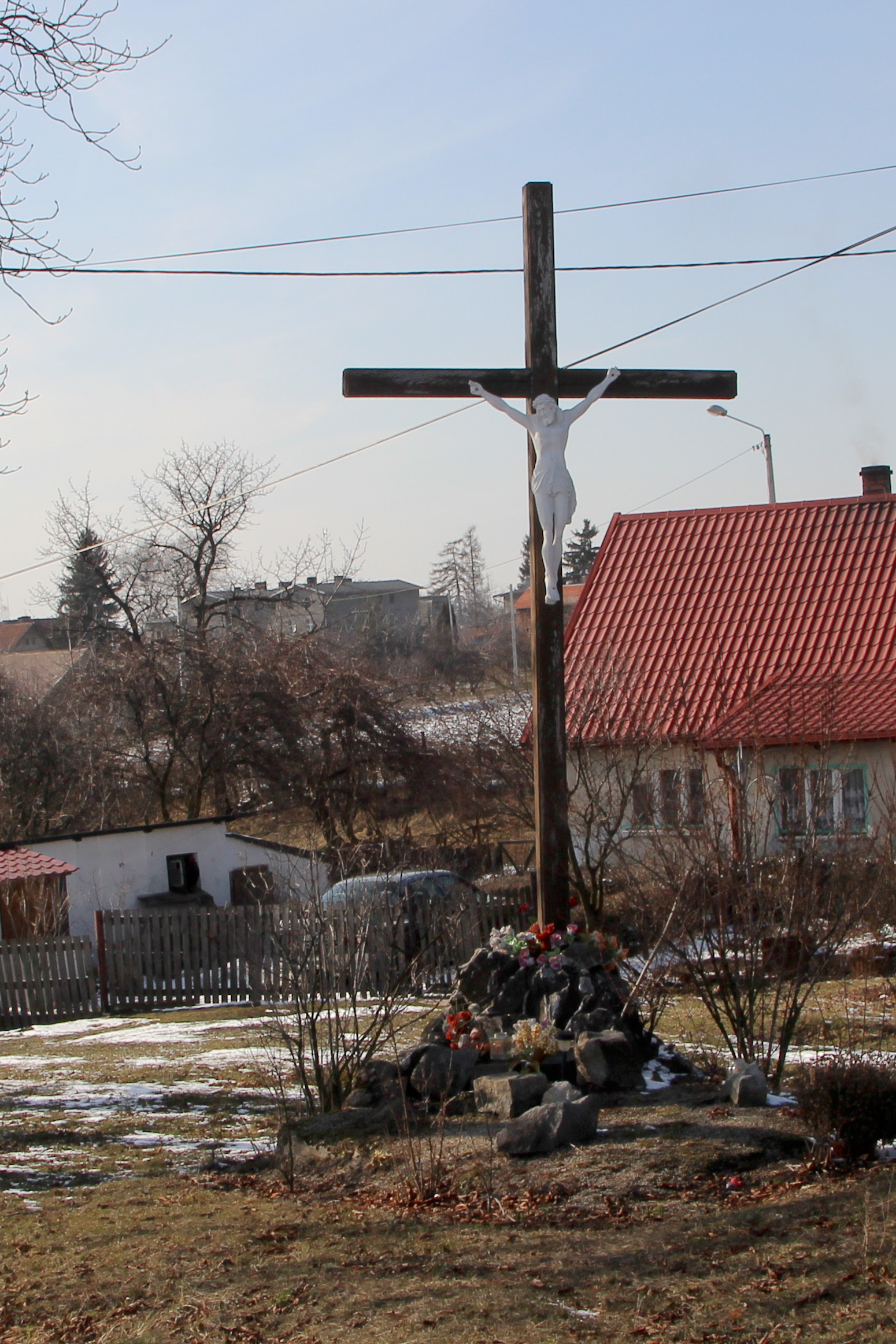
Hölzernes Wegekreuz

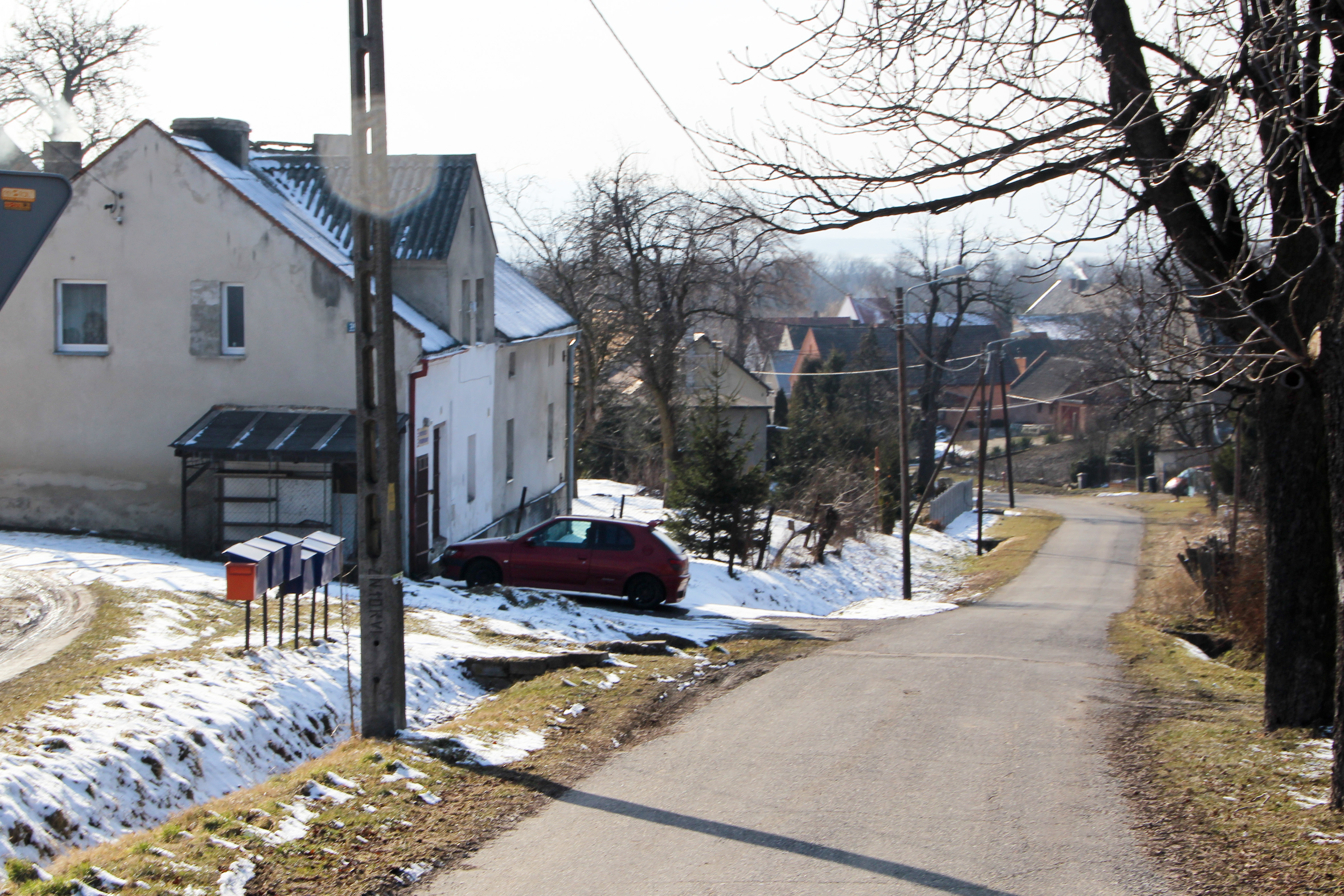
Dorfpartie

In dem Werk Liber fundationis episcopatus Vratislaviensis aus den Jahren 1295–1305 wird der Ort erstmals als Nadithdorf erwähnt. 1347 erfolgte eine Erwähnung als Nazegisdorf. Für das Jahr 1372 ist die Ortsbezeichnung Nadisdorf überliefert.
Nach dem Ersten Schlesischen Krieg 1742 fiel Naasdorf mit dem größten Teil Schlesiens an Preußen.
Nach der Neuorganisation der Provinz Schlesien gehörte die Landgemeinde Naasdorf ab 1816 zum Landkreis Neisse im Regierungsbezirk Oppeln. 1845 bestanden im Dorf eine katholische Schule, ein Steinbruch sowie 55 weitere Häuser. Im gleichen Jahr lebten in Naasdorf 390 Menschen, allesamt katholisch. 1855 lebten 382 Menschen in Naasdorf. 1865 bestanden im Ort 21 Gärtner- und 13 Häuslerstellen. 1874 wurde der Amtsbezirk Köppernig gegründet, welcher aus den Landgemeinden Kaindorf, Köppernig und Naasdorf und den Gutsbezirken Kaindorf und Naasdorf bestand.
1933 lebten in Naasdorf 421 sowie 1939 427 Menschen. Bis Kriegsende 1945 gehörte der Ort zum Landkreis Neisse.
Als Folge des Zweiten Weltkriegs fiel Naasdorf 1945 wie der größte Teil Schlesiens unter polnische Verwaltung. Nachfolgend wurde es in Nadziejów umbenannt und der Woiwodschaft Schlesien angeschlossen. Die deutsche Bevölkerung wurde weitgehend vertrieben. 1950 wurde es der Woiwodschaft Oppeln eingegliedert. 1999 kam der Ort zum wiedergegründeten Powiat Nyski. 2007 lebten 243 Menschen im Ort.

## Sehenswürdigkeiten
- Steinerne Wegekapelle
- Steinernes Wegekreuz